# Henri de Bukentop
 (décembre 2023).
Henri de Bukentop (Anvers 1653, † Louvain 27 mai 1716) est un  théologien et bibliste franciscain flamand.

## Biographie
Henri de Bukentop entre chez les franciscains de l’observance (appelés communément récollets en Belgique) vers l’âge de 20 ans seulement. Il étudie la langue grecque et hébraïque. Il devient lecteur d'Écriture Sainte au Grand Couvent de Louvain (1689), comme successeur d’André van Houten, et occupe cette charge jusque 1702. Son successeur sera Matthias Grouwels. Il exerce aussi des charges administratives au sein de son ordre : Définiteur de sa Province (1703-1704), Gardien du couvent de Louvain (1701-1714), Custode et Visiteur de la Province de Saxe ou de la Sainte-Croix.

## Œuvres
- Dictionarium S. Scripturae Vulgatae, Louvain, 1696 et 1706 ;
- Centum canones seu regulae S. Scripturae, Louvain, 1696 et 1706 ;
- Paedagogus ad Sancta Sanctorum, Louvain, 1696 et 1706 ;
- Tractatus de sensibus S. Scripturae et Cabala Iudaeorum, Louvain, 1704 ;
- Alphabetum graecum et hebraicum, Louvain, 1704 ;
- Lux de luce, Cologne, 1710.